# Canthium arboreum
Canthium arboreum är en måreväxtart som beskrevs av António José Rodrigo Vidal. Canthium arboreum ingår i släktet Canthium och familjen måreväxter.
Artens utbredningsområde är Filippinerna. Inga underarter finns listade i Catalogue of Life.